# Великие Грибовичи
Великие Грибовичи (укр. Великі Грибовичі) — село во Львовской городской общине Львовского района Львовской области Украины.
Население по данным 2023 года составляло 1232 человека. Занимает площадь 12,30 км². Почтовый индекс — 80380. Телефонный код — 3252.